# 哥斯拉龍屬
哥斯拉龍屬（學名：Gojirasaurus）是腔骨龍超科恐龍的一屬，化石發現於美國新墨西哥州奎伊縣的銅峽谷地層。哥斯拉龍生活於三疊紀晚期諾利階，距今約2億1000萬年前。根據早期的估計，哥斯拉龍的身長約5.5米，體重估計約150-200公斤，是當時的大型肉食性動物之一。
模式種是奎伊哥斯拉龍（G. quayi）。屬名是以日本《哥斯拉》為名，意指其為三疊紀體型最大的獸腳類恐龍之一。種名則是以化石發現地為名。
模式標本是一個亞成年個體的部份骨骼，包括有一根有鋸齒邊緣的牙齒、四根肋骨、四節脊椎、骨盆、以及一個脛骨。但近年的研究顯示，脊椎可能屬於勞氏鱷目的蘇牟龍。只有骨盆、脛骨是屬於腔骨龍超科恐龍，而且非常類似同一地區的腔骨龍，使得哥斯拉龍的有效性遭到質疑，目前是個疑名。

## 外部連結
- 恐龍博物館——哥斯拉龍